# Blank & Jones
Blank & Jones es un dúo de música Trance fundado en Colonia, Alemania. Está conformado por Jan Piet Blank, más conocido como Piet Blank (15 de junio de 1971), y René Runge (27 de junio de 1968), más conocido como DJ Jaspa Jones; y, además, el productor Andy Kaufhold (N *D *K) (17 de diciembre de 1969). Han lanzado al mercado once álbumes y más de 16 sencillos. Su primer sencillo lanzado fue «Sunrise» en 1997.

## Historia
Piet Blank, quien aceptó el gran deseo en él para la música después de comprar su primer disco Kids in America de Kim Wilde, tuvo su primera experiencia en tornear un disco en una mesa giratoria a la edad de 16 años. René Runge, por otra parte, quien residía en Düsseldorf y quién es más conocido como Jaspa Jones tuvo su primera experiencia como DJ a la edad de 19 años. Junto con la ayuda de Andy Kaufhold formaron la pareja de producción trance Piet Blank y Jaspa Jones (que más tarde se convertiría en simplemente Blank & Jones) después de encontrarse en la convención de música en Popkomm en Berlín.
Aunque, habían estado juntos por algunos años, no lanzaron al mercado su primer sencillo, "Sunrise", hasta 1997. Su primer álbum, In the Mix, fue una producción del estudio que salió en 1999. A partir de 2008, trece de sus discos sencillos han figurado dentro del German Top 50, y tres en el top 20. Cada álbum estuvo en el Top 50, incluyendo dos que alcanzaron el Top 10.
Blank y Jones han colaborado con Robert Smith de The Cure, Anne Clark, Sarah McLachlan, Claudia Brücken (de la banda alemana Propaganda), y Delerium. También han contribuido a la serie de la recopilación Café del Mar y han producido sus álbumes. Relax, Relax (Edition 2), Relax (Edition 3), Relax (Edition 4) and Relax (Edition 5).

### Sencillos
En 2006 Blank y Jones y su colega de producción de mucho tiempo Andy Kaufhold recopilaron su material más bueno y lanzaron al mercado, The Singles, que también incluían dos nuevas canciones.

Sentimos que había llegado el tiempo de juntar todos nuestros discos sencillos en un CD, preferimos verlo como un paso adelante en el camino, en vez de una mera exposición retrospectiva. Un respirador pequeño antes de transitar encima de praderas nuevas… Nuestra meta tuvo que detentar la gran elegancia de cada pista original. Quisimos que ellas sonaran igual que lo hicieron cuando los hicimos, al modo de cuando uno restaura una pintura. Usted no lo pinta de la nada, usted sólo saca los colores otra vez.

El álbum fue lanzado al mercado en formato de edición limitada, en el cual Los Sencillos son complementados por un DVD, juntando todos los videos de Blank & Jones en un disco por primera vez. Los videos presentan a personas como Estella y Til Schweiger en Beyond Time. El DVD fue producido y diseñado por Thomas Jahn, guionista y director de Knockin' on Heaven's Door y también responsable de los videos de Blank & Jones The Hardest Hear, Mind of the Wonderful, Perfect Silence y Desire. El video para el sencillo "Catch" fue dirigido por Conchita Soares y Toni Froschhammer y presenta a la actriz de Televisión Nadine.

### Actualidad
El éxito de  de Blank y Jones es en parte basado en sus Presentaciones en clubes, funciones del radio y otras funciones en vivo incluyendo acontecimientos como Love Parade, Street Parade y Mayday. El éxito es por otro lado fomentado por su energía como moderadores en TV Eins Live y siendo los coanfitriones en Viva Clubrotation.
Blank y Jones actúan en festivales principales en Alemania, Países Bajos, Polonia y Rusia. También viajan de forma regular a Canadá, México, Sudamérica y Australia.
Lanzaron al mercado su último sencillo llamado Miracle Cure el 30 de mayo de 2008 fuera de su álbum de estudio The Logic of Pleasure que es una colaboración con Bernard Sumner de New Order.

## Discografía

### Álbumes
- In Da Mix (1999)
- DJ Culture  (2000)
- Nightclubbing (2001)
- Substance (2002)
- Relax (2003)
- Monument (2004)
- Relax Edition 2 (2 CD) (2005)
- The Singles (2006)
- Relax Edition 3 (2 CD) (2007)
- The Logic of Pleasure (2008)
- Relax Edition 4 (2 CD) (2009)
- Eat Raw for Breakfast (2009)
- Relax Edition 5 (2 CD) (2010)
- Chilltronica No 2 (2010)
- Relax Edition Six (2011)

### Sencillos
- Sunrise (1997)
- Heartbeat (1998)
- Flying to The Moon (1998)
- Cream (1999)
- After Love (1999)
- The Nightfly (2000)
- DJ Culture (2000)
- Sound of Machines (2000)
- Beyond Time (2001)
- DJs, Fans & Freaks (D.F.F.) (2001)
- Nightclubbing (2001)
- Desire (2002)
- Watching the Waves (2002)
- Suburban Hell (2002)
- The Hardest Heart (con. Anne Clark) (2002)
- A Forest (Con. Robert Smith) (2003)
- Summer Sun (2003)
- Mind of the Wonderful (con. Elles de Graaf) (2004)
- Perfect Silence (con. Bobo) (2004)
- Revealed (con Steve Kilbey) (2005)
- Catch (Vocal Elles de Graaf) (2006)
- Sound of Machines 2006 (2006)
- Miracle Cure (2008)
- California Sunset (2008)
- Where You Belong (con. Bobo) (2008)
- Relax (Your Mind) (con. Jason Caesar) (2009)
- Lazy Life (con. Jason Caesar) (2009)
- Miracle Man (with Cathy Battistessa) (2010)
- Pura Vida (with Jason Caesar) (2011)

### Remixes
1998
- Basic Connection - Angel (Don't Cry) (Blank & Jones Remix)
- Sash! - La Primavera (Blank & Jones Mix)
- Syntone - Heal My World (Blank & Jones Mix)
- Dario G - Sunmachine (Blank & Jones Mix)
- Humate - Love Stimulation (Blank & Jones Mix)
- United Deejays - Too Much Rain (Blank & Jones vs. Gorgeous Mix)
- Dune - Electric heaven (Blank & Jones Club Cut)
- Yello vs Hardfloor - Vicious Games (Blank & Jones Mix)

1999
- Liquid Love - Sweet Harmony (Blank & Jones Mix)
- Mauro Picotto - Iguana (Blank & Jones Remix)
- Storm - Love is here to stay (Blank & Jones Mix)

2001
- Perpetuous Dreamer - The Sound of Goodbye (Blank & Jones Mix)
- Fragma - You are Alive (Blank & Jones Remix)
- Die Ärzte - Rock'n Roll Übermensch (Blank & Jones Mix)

2002
- Pet Shop Boys - Home & Dry (Blank & Jones Dub)
- Pet Shop Boys - Home & Dry (Blank & Jones Mix)

2003
- Pet Shop Boys - Love comes quickly (Blank & Jones 2003 mix)
- RMB - Beauty of Simplicity (Blank & Jones Retouch)
- RMB - ReReality (Blank & Jones Remix)
- Wolfsheim - Wundervoll (Blank & Jones Remix)
- Evolution feat. Jayn Hanna - Walking on Fire (Blank & Jones Remix)
- Chicane - Love on the Run (Blank & Jones Dub Remix)
- Chicane - Love on the Run (Blank & Jones Remix)

2004
- Blank & Jones - The Blue Sky (2004 Update)

2006
- Blank & Jones - The Nightfly (WMC 06 Retouch)

2007
- Delerium - Lost & Found (Blank & Jones Radio Mix)
- Delerium - Lost & Found (Blank & Jones Late Night Mix)
- Delerium - Lost & Found (Blank & Jones Electrofied Mix)

2009
- Johnny Hates Jazz - I Don't Want To Be A Hero (Blank & Jones Remix)

2010
- Daniela Katzenberger - Nothing's Gonna Stop Me Now (Blank & Jones Club Remix)
- Daniela Katzenberger - Nothing's Gonna Stop Me Now (Blank & Jones Radio Edit)
- Daniela Katzenberger - Nothing's Gonna Stop Me Now (Blank & Jones Dub)

2011
- Medina - Gutter (Blank & Jones Club Remix)
- Medina - Gutter (Blank & Jones Radio Edit)
- Medina - Gutter (Blank & Jones Dub)

### Compilados y DJ Mixes
- Trance Mix USA vol. 2 (2001)
- The Mix volume 1 (2 CD) (2002)
- The Mix volume 2 (2 CD) (2003)
- The Mix volume 3 (2 CD) (2004)
- Peaktime 5 (2 CD**) (2005) **CD 2 Is the album DJ Culture
- Posh Trance (2008)
- So80s (So Eighties) (3 CD) (2009)
- So80s (So Eighties) 2 (3 CD) (2010)
- Milchbar Seaside Season, Vol. 02 (2010)